# 스프레드시트
스프레드시트(spreadsheet, 문화어: 스프레드쉬트) 또는 표 계산은 표 형식으로 데이터의 조직, 분석, 저장을 가능케 하는 상호작용 컴퓨터 애플리케이션이다. 즉, 경리, 회계 등의 계산을 위해 사용되는 표 형식의 계산용지나, 계산용지를 컴퓨터에서 사용할 수 있게 구현한 표 계산 프로그램을 의미한다.

## 기원

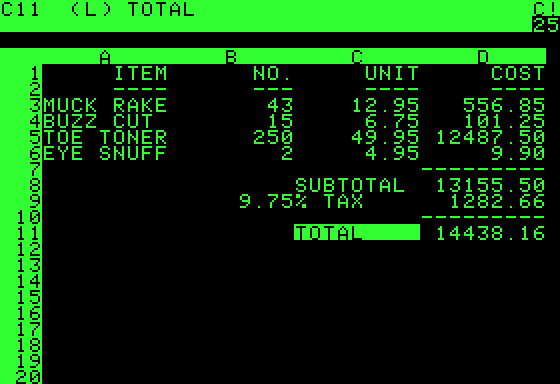
애플 II에서 실행 중인 VisiCalc

초기에는 기업 등에서 빠른 계산을 처리하기 위해서 메인프레임이나 미니컴퓨터를 사용했다. 당시에는 여러 프로그래밍 언어들을 사용해 계산작업을 수행했다. 1979년 댄 브릭클린(Dan Bricklin)이 개인용 컴퓨터인 애플 II에서 동작하는 최초의 스프레드시트 프로그램 비지칼크(VisiCalc)를 개발했는데 이후 기업들이 업무용 계산 영역에서 비지칼크를 널리 사용하기 시작했다. 비지칼크는 일반 사용자가 쉽게 사용할 수 있는 최초의 개인용 컴퓨터(PC) 프로그램이었다. 이후 스프레드시트가 개인용 컴퓨터의 주된 사무용 소프트웨어로 자리를 잡으면서, 미국에서 개인용 컴퓨터의 보급률이 크게 늘어났다.

## 구현 원리
스프레드시트 프로그램은 커다란 표(시트)를 다룬다. 이 표 안에는 셀(Cell)로 나뉘는 수많은 공간이 있다. 각 셀은 열과 행으로 이름을 매긴다. 셀 각각의 계산에 필요한 수치 자료를 입력하고 이를 참조하는 계산식이나 함수를 사용해 결과값을 계산한다. 이 결과값 역시 특정한 셀에 표시된다. 만약 원본 자료를 수정할 경우 수정할 자료가 있는 셀의 수치만 변경하면 변경된 전체 결과를 즉시 확인할 수 있어 편리하다.
스프레드시트 프로그램이 발전하면서 현재는 그래프 및 간단한 자료 관리(데이터베이스) 기능, 회계, 통계 처리 기능, 값 예측, 자동화(매크로) 기능 등이 가능하다.

## 개념
- 셀(cell)은 데이터를 갖기 위한 칸으로 생각할 수 있다.
- 값은 컴퓨터 자판으로 직접 입력할 수 있다. 또, 계산이라든지 현재의 날짜 및 시간을 보여 주거나 데이터베이스 값과 같은 외부 데이터를 받아 표시하는 공식(아래를 볼 것)에 기반을 둘 수 있다.
- 자동 계산은 수동으로 스프레드시트 프로그램이 값을 다시 계산하도록 하는 것을 없애 준다. 초기 스프레드시트 프로그램은 다시 계산을 위하여 자동으로 계산을 요청했다.
- 실시간 업데이트는 외부 원본으로부터 값을 가져올 때 셀의 내용을 주기적으로 갱신하는 기능이다.
- 공식은 내부에 포함된 셀 안에 결과를 놓아야 하는 계산을 정의한다. 공식이 포함된 셀은 두 개의 요소를 가지는데 하나는 공식 그 자체이고 나머지 하나는 결과값이다. 공식은 "=식"과 같은 형식을 갖추고 있으며 이 식에는 값, 참조, 산술 연산자(+,-,*,/ 등), 관계 연산자(>,=, < 등), 함수(SUM(), TAN() 등) 등으로 이루어진다.
- 잠긴 셀은 입력할 때 선택된 셀이 수동으로 잠김으로써 사용자가 실수로 덮어쓰는 일을 풀어주도록 도와준다.
- 데이터 형식 또는 자료형은 값이 어떻게 보일지 지정하는 셀이나 범위를 말한다.
- 텍스트 형식은 각 셀이 굵은 문자열, 색, 글꼴, 크기 등을 지정하여 눈에 띄게 보일 수 있게 할 수 있다.
- 이름을 지정한 셀은 사용자가 셀에 행과 열의 참조가 아닌 이름을 지정할 수 있다.
- 셀 참조는 일부 스프레드시트의 일부 셀의 이름을 말한다.
- 셀 범위는 특정 영역을 차지하는 셀의 범위를 가리킨다. "=SUM(A1:A6)"과 같은 공식은 지정된 모든 셀을 더하여 공식 그 자체를 포함하는 셀에 결과를 보여 줄 것이다.
- 시트는 한때 단순한 2차원 행/열로 이루어져 있었지만 시간이 지남에 따라 3차원으로 확장되었다.
- 원격 스프레드시트는 현재의 물리적인 스프레드시트 파일 안에 위치하지 않은 셀이나 셀 그룹의 참조를 사용할 수 있는 것을 가리킨다.
- 차트, 그래프, 히스토그램은 셀의 내용이 안 바뀌어도 도표화를 진행한다. 현재의 시트 안에 넣을 수 없고 개별 개체로 둘 수도 없다.
- 다차원 스프레드시트
- 논리 스프레드시트

## 종류
- 로터스 1-2-3
- 엑셀
- 한글과컴퓨터 한셀
- 오픈오피스 Calc
- 리브레오피스 스프레드시트
- 쿼트로 프로
- 비지칼크
- 멀티플랜